# Aberranta palpata
Aberranta palpata is een borstelworm uit de familie Aberrantidae. De wetenschappelijke naam van de soort werd in 1987 gepubliceerd door Paul S. Wolf.